# Temsamane
Temsamane (en àrab تمسمان, Tamsamān; en amazic ⵜⴻⵎⵙⴰⵎⴰⵏ) és una comuna rural de la província de Driouch, a la regió de L'Oriental, al Marroc. Segons el cens de 2014 tenia una població total de 13.920 persones.